# Geranium arachnoideum
Geranium arachnoideum är en näveväxtart som beskrevs av A. St.-hil.. Geranium arachnoideum ingår i släktet nävor, och familjen näveväxter. Inga underarter finns listade i Catalogue of Life.